# Wang Gang (politiker)
Wang Gang är en kinesisk kommunistisk politiker på ledande nivå.
Wang Gang föddes 1942 i Fuyu härad i det som idag är Jilin-provinsen. Han har en examen i filosofi från Jilinuniversitetet och gick med i Kinas kommunistiska parti 1971.
Han var suppleant i de 15:e och 16:e centralkommittéerna i Kinas kommunistiska parti (2002-2007) och ordinarie ledamot i den 17:e centralkommittén. 2002 valdes han in som suppleant i Politbyrån i Kinas kommunistiska parti och 2007 blev han ordinarie ledamot. Han är för närvarande vice talman i Kinesiska folkets politiskt rådgivande konferens.